# Pomnik Powstańców Wielkopolskich w Czerlejnie
Pomnik powstańców wielkopolskich – pomnik upamiętniający bohaterów powstania wielkopolskiego, zlokalizowany w Czerlejnie (gmina Kostrzyn), w zachodniej części wsi, na rozdrożu, w pobliżu pałacu i zabudowań folwarcznych.
Pomnik w formie obelisku z czterema stopniami zbudowano w 1928, na dziesięciolecie powstania. Został odrestaurowany w 1984 (w 110. rocznicę założenia lokalnego kółka rolniczego) i ponownie odsłonięty 22 listopada 1984. Uzupełniono też wówczas dedykację monumentu o tych, którzy polegli za wolność Polski w latach 1939-1945. Obiekt otoczony niskim parkanem i (fragmentarycznie) betonowym murkiem z ozdobnymi kulami. 
Pomnik został odnowiony w lipcu 2017 dzięki pieniądzom zebranym w drodze zbiórek przez kibiców ze stowarzyszenia Wiara Lecha. Obiekt został odgrzybiony, zabezpieczony, naprawiony i odmalowany.